# 生命的意義

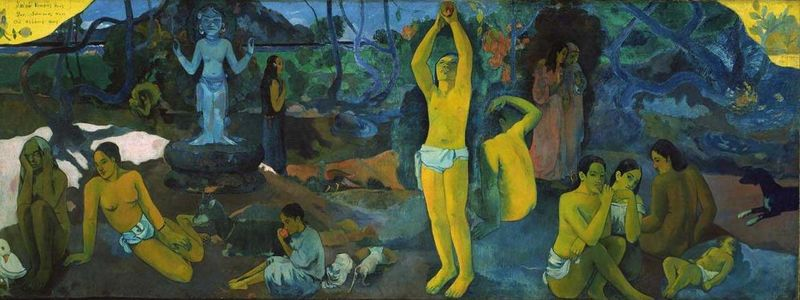
《我们从哪里来？我们是谁？我们往哪里去？》
后印象派画家保罗·高更著名作品之一

生命的意义或人生的意义与一般生活或存在的意义有关。从广义的意义上说，包括宇宙中生命本身的目的性的意义问题。从狭义上讲，它探究的是生物和社会文化的演变中，特别是探究智人可能意义的问题。从狭义上讲，它研究的是「对人与他的世界的关系的解释」。
这个概念通过许多相关问题体现出来，例如：“我为何在此”、“什么是生命？”、“生命的真谛是什么？”。在历史长河中，它也是哲学，科学，形上學以及神学一直所思索的主题。前人在不同的文化环境与意识形态背景下也给出了很多的多元化推测。不同文化与不同的人对这一问题的看法也各不相同。
这一问题经常与哲学、宗教及科学对存在、人际联结、意识与幸福的思索和探求交织在一起，还会涉及诸如符号象征、本体论、價值觀、目的論、伦理、善惡、自由意志、神的存在性、神的概念、灵魂及死后生命等概念。科学在这一问题上的贡献主要集中在描述有关万物的相关经验事實。科学还研究并为追求幸福和相关的道德观念的形成提供建议。其另一种人文主义的表述为“我的生命意义是什么？”
靈性及「生命的意義」等問題，被部分人士懷疑是可能的普世價值，但在Shalom H. Schwartz等人對普世價值的研究中，這類事物不被發現具有普世性；反之，「享受現世生活」及「擁有充足的財富」等，在Shalom H. Schwartz等人對普世價值的研究中，被發現是可能的普世價值之一。

## 对生命的意义发问

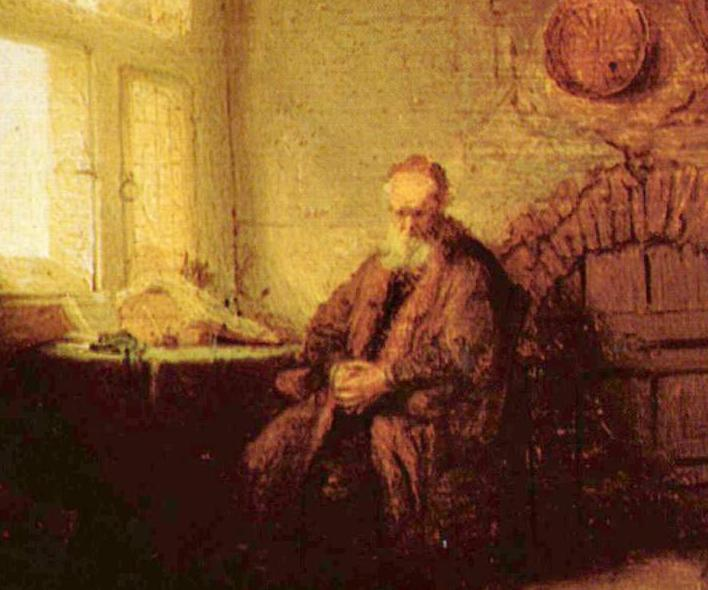
《冥想》或《沉思中的哲学家》（局部）：荷兰现实主义画家伦勃朗作品

人们提出了很多关于生命的意义的问题，主要包括以下几种：
- “生命的意义是什么？这一切是为了什么？我们是谁？”[4][5][6][7][8][9][10]
- “我为何在此？”“我在此为何？”[11][12]
- “何为生命之源？”[11]
- “何为生命的本相？何为实存的本相？”[7][10][13][14]
- “何为生命的意义？一个人的生命意义是什么？”
- “生命的意义与价值何在？”[12][15]
- “何为生命价值？”[12][16]
- “活着的理由是什么？”“我们为什么而活？”[12][17]

围绕这些问题，人们在科学、哲学、神学、灵性领域争相作出诠释。

## 科学探究与观点

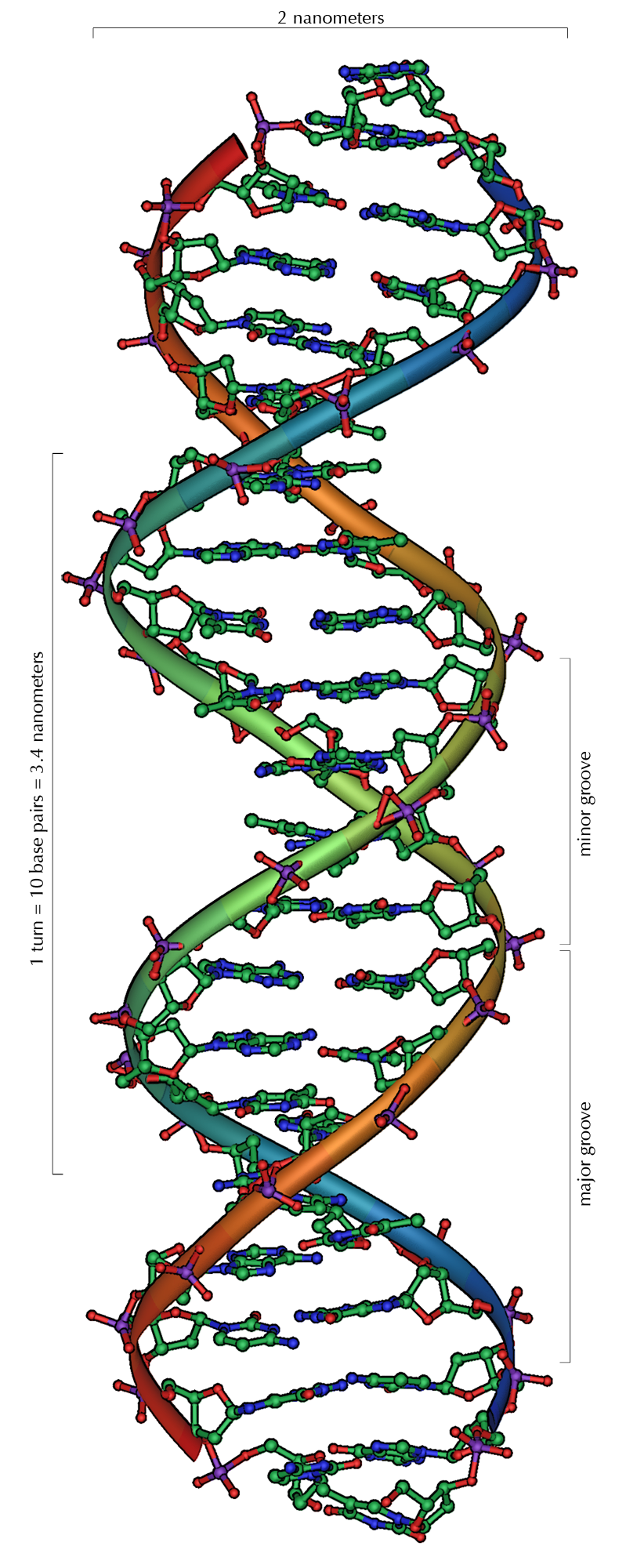
脱氧核糖核酸，一种含有生物体所必须的基因的物质。

科学及科学哲学界的许多人认为科学可以与生命意义有关的话题提供相关的背景以及一套必要的规范。在他们看来，科学可以从正面心理學到恐懼管理理論对多个与之有关的问题提供广泛的见解。科学希望通过对诸如大爆炸、生命起源、演化等与生命和現實直接相关的问题进行研究，并对意义和幸福的主观经验相关的客观因素进行研究以推动生命的意义这一概念的了解。

### 关于生命的心理学意义及价值
积极心理學家研究了一些使人对生活感到满意，使人对日常活动全身心的投入，使人通过利用个人的优势做出更大的贡献，以及使人对比自我更宏伟事物进行探索相关的经验性因素。科學家假設生命的意義是可決定的，透過了解宇宙運作的規則，人类是可能了解生命的意義，但不能解析生命潜在价值所在。科学的价值在于，一方面能够提供更多的工具与方法使得人类对问题有更深的了解；但另一方面，科学的发展与社会的进步、人类智慧的演化发展是不同步的，即客观存在与主观能动性永远存在差距。所以随着科学的发展，人类也只有陷进了更深层次的疑问与探寻，如此循环。以下几种科学学科曾试图解析生命的意义所在。
有一个大体称为“恐惧管理论”的价值系统被社会心理学家提出。理论宣称，人类对死亡产生本能的恐惧，它会促使我们对逃离死亡做出心理提醒，从而做出生命价值选择。
神经科学家已经对神经传递素运输，特别是在边缘系统和独特的腹侧被盖区等物理实体上已有很多的理论研究，例如激励、愉悦、动机等。如果相信生命的意义在于争取最大限度的快乐，这些理论可以给出一个标准式的临床试验。
经济学家则在市场方面上研究何为价值。
社会学则用价值观、規範、失範等理论概念在社会层级中检验价值。

### 生物学中关于生命的起源及其性质的定义
无生源论的精确机制仍是生物學正在研究的主題之一：其中值得注意的理论包括RNA世界学说理论与铁镍硫化物世界理论等。在20世纪末，根据对基因选择理论的研究，生物学家乔治·克里斯托弗·威廉斯、理查德·道金斯、David Haig等人认为DNA的复制与存續是一个人最基本的功能。

### 宇宙的起源与其最终命运
虽然大爆炸論的模型及理论內容刚推出的时候满足了大部分的疑问，其与部份宗教教義中的创造论之间的相通之处更让其获得不少支持，此理论同时也获得了数个独立观察的验证和支持。然而, 当代物理学只能够描述大爆炸10−43秒之后的宇宙（当时间为零时所对应的温度为无限）；如果想研究大爆炸10−43秒之前的宇宙，便需要量子引力论的帮助。虽然如此，许多物理学家还是推测过在这个时间点之前发生过的事情以及宇宙是如何形成的。有些物理学家认为大爆炸的发生是出于机缘巧合，当人择原理放入考虑范围时也就暗示着平行宇宙存在的可能性。
在關於宇宙的終極命運的爭論中，大擠壓論曾經佔據主流地位，但在科學家發現目前宇宙加速膨漲這個現象後，大擠壓論逐漸失去優勢，目前在此一爭論中，以大撕裂論佔上風，不過熱寂論亦受到不少科學研究者的認同。

## 西方的哲学观点
生命意义的哲学观点是那些用人类定义的理想或抽象概念来解释生命的意识形态。

### 古希腊的哲学觀點

#### 柏拉图主义
柏拉图是苏格拉底的学生，是最早，最有影响力的哲学家之一。他的声誉来自于他的理想主义相信普遍性的存在。他的理型论提出普遍性不像物体那样存在，而是作为天国的理型的存在。在理想国的对话中，苏格拉底的人物描述了善的理型。他关于灵魂正义的理论涉及与生命意义问题相关的幸福观念。
在柏拉图主义中，生命的意义在于获得最高的理型的知识，即善的观念（理型），所有善良和公正的东西都从中获得效用和价值。

## 神學觀點

### 美索不達米亞本土宗教

#### 蘇美爾教
蘇美爾教相信神祇造生凡人是為了替祂們承擔管理世界的重擔，使神祇得以盡情享受，而凡人就要勞苦工作，因此蘇美爾教認為人生的意義就僅僅只是成為神祇的工具。

### 亞伯拉罕諸教

#### 猶太教
猶太教相信凡人死後便歸於陰間，因此應該珍惜光陰、遵守誡命、努力工作。《希伯來聖經》中的《訓道書》第九章第七節至第十節記載說：「你倒不如去快樂地吃你的飯，開懷暢飲你的酒，因為天主早已嘉納你所作的工作。
你的衣服常要潔白，你頭上不要缺少香液。
在天主賜你在太陽下的一生虛幻歲月中，同你的愛妻共享人生之樂:  這原是你在太陽下，一生從勞苦中所應得的一分。
你手能做什麼，就努力去做，因為在你所要去的陰府內，沒有工作，沒有計劃，沒有學問，沒有智慧。」

#### 伊斯蘭教
伊斯蘭教認為天地萬物都是由真主所造創的，而凡人的生命都是源於真主。真主造生凡人不是隨便的，而真主造生凡人的目的，是要人崇拜祂。然而，真主本身不需要人們的供養。
縱使如此，為了發展凡人的靈性，以及人類得到真主賜予管理地上萬物的權力，凡人還是要向真主交代如何使用地上的資源，因此凡人被稱為地上的「代理者」。

#### 基督教
在神學的意義上, 「生命是由上主所造生的」。然而, 在眾多生物之中，只有凡人才能跟上主互動，因為上主並未將心智賜給畜牲。因此, 基督教認為凡人的最高價值就是跟上主互動。就生命的意義來說，神學家將其解釋為：  
1. 享受上主的慈愛及人與人之間的仁愛
2. 享受上主創造之世界萬物中的美好
3. 生命活出上主的形象與樣式
4. 實現上主在每個人生命中的美好計劃[37]

### 中華諸教

#### 道教
道教所說的“生命”，不是泛指一切生物的性命，只是單純地指人的生命。吳筠《元氣論》認為真精、元神、元氣不離身形，謂為生命；《太上老君內觀經》認為，“氣來入身謂之生”，“從道受生謂之命”，即氣為生機之源，氣入形體，從道受生，謂為生命；《太平經·令人壽平治法》認為，精、氣、神三者相與共於一體，是謂生命，更說神乘氣行，精居其中，三者相助共功為治於一體，是謂生命。
近代著名的、信奉道教的神學家陳撄寧先生認為 道教是要與“天命”和“自然”抗爭，打破生死定律，不受蒼天主宰，開拓人可以“神形俱妙而成仙”、“長生住世”的新的人生道路，為凡人的壽命求取最大限度的延續直至永生，使人生獲得最美滿的、最和諧的幸福。

### 印度諸教

#### 印度教
印度教相信眾生都源自於終極現實「梵」，眾生應該追求回歸至梵境，部份教派認為眾生應該把一生奉獻給薄伽梵以求得到救贖，最後才得以在其國度中永遠地侍奉祂，其他教派則追求梵我合一以脫離輪迴。

#### 佛教
根據世界佛教僧伽會的1967年會議，佛教僧尼發表了《上座部佛教與大乘佛教的基本共識》，當中提及：「我們都認同人生的目標是:  對所有眾生培育無差別的慈悲，為眾生的利益、快樂與和平而努力，並培育能導向究竟真理的智慧。」
佛教反對婆羅門教的一些觀點，例如在《本生經》中, 菩薩質疑梵天神為何任由苦痛和罪惡橫行，類似於邪惡問題，部份佛學家也從理據層面上否定了婆羅嘉摩神的存在性，因此佛教並不相信生命的意義是從大梵天王這位尚被困在輪迴之中的天眾而來的，此外佛教亦否認大梵是萬物的本原，認為大梵天只是五現湼槃之一，故此後來印度教的部份神學家指責佛教宣揚虛無主義，但佛教駁斥了此一說法，認為萬物的本根是「空」，正是空性使得萬物得以出現和變化，而意義在其中也不斷隨着緣起而生起並隨着緣滅而滅盡，所以世上的一切並非沒有意義，而是因無常而使得意義不能永存於世。
在生命的意義為何此一問題上, 佛教的開創者釋尊瞿曇提及到成為凡人一事猶如一隻盲龜在茫茫大海中，穿入浮木的洞孔中一樣難得。然而, 人生是充滿苦痛的，佛教開宗明義地說明四聖諦，但是, 不代表凡人應該把人生看得毫無意義，而是應該努力修習佛陀的教誨，遵從「苦應知、集應斷；滅應證、道應修。」透過修習三十七道品、六度波羅蜜以斷除煩惱、解脫生死流轉和證得湼槃，這就是人生的意義。

## 東方的哲學觀點

### 舊儒家
舊儒家主張三綱八目，亦即「明明德、親民、止於至善、格物、致知、誠意、正心、修身、齊家、治國、平天下」。儒家認為「未知生、焉知死」、「未能事人、焉能事鬼」，所以對於死後及鬼神的問題都不作詳談。但從三綱八目中，亦可窺探到儒家為入世的學說。
孔子认为，一个人应该有远大的目标和理想。如：“吾十有五而志于学」、“博学而笃志”、“志于道，据于德，依于仁”等等。對於人生的意義亦是孔子和他的弟子们经常讨论的问题之一。在孔子所说的“志于学”“志于道”“依于仁”中，“仁”“道”“学”等既是一种理想，又是一种志向。孔子的弟子曾参说：“士不可以不弘毅，任重而道远。仁以为己任，不亦重乎？死而后已，不亦远乎？”在孔子与儒家的思想中，“仁”不但是一种美好的社会理想和人生志向，而且是一种高尚的道德觉悟和人格境界。

#### 孟子
孟子主張性善論，提出四維八端。在性本善基礎上，孟子認為人人都可以修心向善，成為聖人。

### 新儒家

#### 錢穆
錢穆則認為，人生可分為四階層：職業、閒暇、理想、道德。
第一層為職業人生，「職業」涵義古今不同，錢穆所取古代的職業，即父有父職、母有母職的涵義。
第二層為閒暇人生，閒暇人生可判定一個人的品德高低貴賤，而且歷史上的大人物、大事業都在自由閒暇中產生，而非職業人生。
第三層為理想人生，職業與閒暇都是眼前現實，如人生長期在眼前現實中會起厭倦，因此需要有理想的人生。現實人生屬物質性，而理想人生則屬精神性的。有了職業有了閒暇則需要有未來的展望，如沒有對未來的展望則現實為空洞。
錢穆為以上三種人生作總結，首先有職業，即明了自己的責任，隨後就可獲得閒暇的時間，在閒暇當中可取得一個人的自由，以上錢穆稱為現實人生。在現實人生當中，需要有理想人生作目標，即對未來的憧憬和展望。若有現實無理想、或有理想無現實，都只是一種假自由，因此有第二人生之後則需要有第三種人生。當理想和現實同時兼顧，有了自由和規律時，就可稱為第四人生--「道德人生」。道德人生則為完善一個人的人生。

#### 殷海光
殷海光把人生分作四屬次:  
物理層、生物邏輯層、生物文化層、生物價值層。他認為人受物理的支配，任何人無法都無法避免：人需要維持生命，因此需要吃飯喝水，到一定的年齡便要成家立室。但人與其他生物不同之處，就是人有文化。隨著文化的提升，他認為人能漸漸達到真、善、美的境界，最後才能有道德、有理想。

## 流行信念
「生命的意義是什麼？」很多人都曾在人生的某些階段思考這個難以解答的問題，其中絕大部分人是在思考「生命有何目的？」這個問題。下列是部分較為流行的答案：
- 自我維持：獲得足夠延續生命的食物，支付維持生活的代價或是成本。

- 自我成長/自我實踐：追求自己所能的極限，最大限度獲得生命的完整。

- 自我認知：接受事實，消滅煩惱與偏見。

- 自我超越：靈性向神靈进化，或類似的存在。

- 自我結束：死亡將卸下靈魂的重擔，完成生命之圓。

- 自我延續：性的滿足，繁衍自己的後代，編織新的生命。

我们每个个体只是这个世界或者这个空间的规则产物，由自我和无我两个状态闭环。自我是活着，无我是死亡。自我下的状态是汲取，是自私。人只要活着都有私欲，大到贪嗔，小至呼吸，都在自我状态为自我而索取。无我归于虚无，可能是一种磁场，是一种能量，这种状态是消耗。消耗完自我状态下的汲取，从零开始重新汲取。

### 幽默和流行文化
中的其中一集《荷馬異端》中的最後一幕：
|  | 荷马：神啊, 生命的意义是甚么？ 上帝：荷马，我不能告诉你。 荷马：为甚么？ 上帝：等你死了就知道了。 荷马：噢，我等不了这么久。 上帝：连六个月也等不了吗？ 荷马：不，现在就告訴我。 上帝：噢，好吧。生命的意义就是⋯⋯“活着”。 |

## 參看
- 人生觀
- 哲學
- 宗教
- 世界觀
- 價值觀
- 生命哲學

### 引用
1. ↑  Herbert Frohnhofen zitiert P. Tiedemann, S. 2, These 7 (PDF （页面存档备份，存于）).
2. ↑  Schwartz, S. H. . M. Zanna (ed.), Advances in Experimental Social Psychology. 1992, 25: 1–65.
3. ↑  Schwartz, S. H. . Journal of Social Issues. 1994, 50 (4): 19–45.
4. ↑  Jonathan Westphal. . Routledge. 1998. ISBN 0415170532.
5. ↑  羅伯特·諾齊克. . Harvard University Press. 1981. ISBN 0674664795.
6. ↑  Albert Jewell. . Jessica Kingsley. 2003. ISBN 184310167X.
7. 1 2  . 時下哲學. Issue 59.   [2007-07-26]. （原始内容存档于2007-08-24）.
8. ↑  Glenn Yeffeth. . BenBella Books, Inc. 2005. ISBN 1932100563.
9. ↑  David Seaman. . New World Library. 2005. ISBN 1577315146.
10. 1 2  朱立安·巴吉尼. . USA: Granta Books. September 2004. ISBN 1862076618.
11. 1 2  保罗·戴维斯. . Simon & Schuster. March 2000  [2007-07-26]. ISBN 0-684-86309-X. （原始内容存档于2008-12-16）.
12. 1 2 3 4  Jose Fadul. . Lulu Press. 2008. ISBN 978-0-557-02158-1.
13. ↑  華理克. . Zondervan. 2002. ISBN 0310255252.
14. ↑  吉杜·克里希那穆提. . Krishnamurti Foundation of America. 2001. ISBN 188800424X.
15. ↑  Puolimatka, Tapio; Airaksinen, Timo.  (PDF). Philosophy of Education. 赫尔辛基大学. 2002  [2007-07-26]. （原始内容 (PDF)存档于2007-09-26）.
16. ↑  Stan Van Hooft. . Rodopi. 2004. ISBN 9042019123.
17. ↑  Russ Shafer-Landau; Terence Cuneo. . Blackwell Publishing. 2007. ISBN 1405129514.
18. ↑  E. Diener, J.J. Sapyta, E. Suh (1998). "Subjective Well-Being Is Essential to Well-Being." Psychological Inquiry, Lawrence Erlbaum
19. ↑  Csíkszentmihályi, Mihály (1990). Flow: The Psychology of Optimal Experience. New York: Harper and Row. ISBN 0060920432.
20. ↑  Peterson, Christopher; Seligman, Martin (2004). Character strengths and virtues: A handbook and classification. Oxford: Oxford University Press. ISBN 0195167015. .   [2021-03-01]. （原始内容存档于2009-01-23）.
21. ↑  Seligman, M.E.P. (2002). Authentic Happiness: Using the New Positive Psychology to Realize Your Potential for Lasting Fulfillment. New York: Free Press. ISBN 0743222970 (Paperback edition, 2004, Free Press, ISBN 0743222989)
22. ↑  E. Diener, J.J. Sapyta, E. Suh (1998). "Subjective Well-Being Is Essential to Well-Being." Psychological Inquiry, Lawrence Earlbaum
23. ↑  . ihns.ac.cn. 2000-  [2009-05-28]. （原始内容存档于2007-03-24）.
24. ↑  Richard Dawkins. . Oxford University Press. 1976. ISBN 978-0-19-857519-1.
25. ↑  Richard Dawkins. . New York: Basic Books. 1995. ISBN 978-0-465-06990-3.
26. ↑  Helge Kragh (1996). Cosmology and Controversy. Princeton University Press. ISBN 978-0-691-00546-1.
27. 1 2  Nikos Prantzos; Stephen Lyle (2000). Our Cosmic Future: Humanity's Fate in the Universe. Cambridge University Press. ISBN 978-0-521-77098-9.
28. ↑  Rem B. Edwards (2001). What Caused the Big Bang?. Rodopi. ISBN 978-90-420-1407-7.
29. ↑  ,   [2022-10-13], （原始内容存档于2022-11-26） （中文（中国大陆））
30. ↑  穆罕默德. .  馬堅譯本. 互聯網.   [2020-06-20]. （原始内容存档于2019-04-08） （中文（繁體））. 我確已用泥土的精華創造人
31. ↑  穆罕默德. .  馬堅譯本. 互聯網.   [2020-06-20]. （原始内容存档于2019-04-08） （中文（繁體））. 我未曾以遊戲的態度創造天地萬物
32. ↑  穆罕默德. .  馬堅譯本. 互聯網.   [2020-06-20]. （原始内容存档于2019-04-08） （中文（繁體））. 我創造精靈和人類，只為要他們崇拜我
33. ↑  穆罕默德. .  馬堅譯本. 互聯網.   [2020-06-20]. （原始内容存档于2019-04-08） （中文（繁體））. 我不望他們的供給，我也不望他們的奉養
34. ↑  楊興本. . 聖神修院哲學院. 互聯網. 1994年  [2020-06-20]. （原始内容存档于2020-09-02） （中文（繁體））.
35. ↑  .  和合本. 環球聖經公會.   [2020-06-18]. （原始内容存档于2020-12-03） （中文（繁體））. 神說、水要多多滋生有生命的物．要有雀鳥飛在地面以上、天空之中。
36. ↑  .  猶大書. 環球聖經公會.   [2020-06-18]. （原始内容存档于2020-12-03） （中文（繁體））. 但這些人毀謗他們所不知道的．他們本性所知道的事與那沒有靈性的畜類一樣、在這事上竟敗壞了自己。
37. ↑  魏連嶽. . 基督教生命觀. 互聯網.   [2020-06-18]. （原始内容存档于2020-09-02） （中文（繁體））.
38. ↑  . 互聯網: 善書圖書館.   [2020-06-18]. （原始内容存档于2020-01-29）.
39. ↑  陳櫻寧. 中國道教協會編 , 编. . 中國大陸: 華文出版. 2000-01-01 （中文（简体））.
40. ↑  釋星雲. . 臺灣: 佛光山宗務委員會. ISBN 978-957-543-489-2 （中文（繁體））. 盲龜浮木，雖復差違，或復相得；愚癡凡夫，漂流五趣，暫復人身，甚難於彼。
41. ↑  釋星雲. . 臺灣: 佛光文化. 1997-04-01. ISBN 9789575434830 （中文（繁體））. 「云何苦聖諦？謂生苦、老苦、病苦、死苦、怨憎會苦、愛別離苦、所求不得苦、略五盛陰苦。」
42. ↑  羅偉輝. . 佛門網. 2016-11-25  [2020-06-18]. （原始内容存档于2020-09-30） （中文（繁體））.
43. ↑  孔門弟子. . . 互聯網: 中國哲學書電子化計劃.   [2020-06-18]. （原始内容存档于2020-12-02） （中文（繁體））.
44. ↑  孔門弟子. . . 互聯網: 中國哲學書電子化計劃.   [2020-06-18]. （原始内容存档于2020-09-02） （中文（繁體））.
45. ↑  杜振吉. . 中國孔子網. 中國孔子基金會. 2017-06-13  [2020-06-18]. （原始内容存档于2020-09-02） （中文（简体））.
46. ↑  李志軍. . 中國文化研究院. 2018-09-12  [2020-06-18]. （原始内容存档于2020-09-02）.
47. ↑  錢穆. . . 錢賓四先生全集編輯委員會 （中文（繁體））.
48. ↑  梁光耀. . 香港人文哲學會. 互聯網.   [2020-06-20]. （原始内容存档于2020-06-22） （中文（繁體））.

## 延伸閱讀
- Haisch, Bernard The God Theory: Universes, Zero-point Fields, and What's Behind It All（Preface）, Red Wheel/Weiser, 2006, ISBN 978-1-57863-374-6

## 外部連結
- Looking for the Meaning of Life, by James Leonard Park （页面存档备份，存于） - A probable answer.
- What is Life’s Purpose? The Meaning of life in Judaism
- The FAQ of life -- by Eliezer S. Yudkowsky, 超人类主义
- The Meaning of Life, or, What's it all About? （页面存档备份，存于） -- a world view, by anonymous
- The Meaning of Human Life （页面存档备份，存于） -- from Scientific-Spiritual Ecological Center （页面存档备份，存于）
- 为什么要进行生命延续以及为什么要活着？(Why Life Extension or Why Live at All?)，追求生命延續的欲望扎根于生命的价值中
- The meaning of life is discussed on gamedev.net （页面存档备份，存于）
- Erwin Schrödinger "What is Life?"
- The Science of Soulmates （页面存档备份，存于）